# Ali
Ali [ʕaliː] (arabisch علي, DMG ʿAlī ‚der Hohe, Erhabene‘) ist ein männlicher Vorname arabischer Herkunft, der bei Anhängern aller islamischen Glaubensrichtungen beliebt ist. Im europäischen Mittelalter wurde ʿAlī auch latinisiert zu Hali bzw. Haly. In Nordamerika wird Ali auch als weiblicher Vorname verwendet.

## Herkunft
Die Popularität des Vornamens Ali unter Muslimen ist auf Ali ibn Abi Talib, einen Schwiegersohn und Cousin des Religionsstifters Mohammed, zurückzuführen. Für die Sunniten ist er der vierte Kalif, für die Schiiten und Aleviten der erste Imam.
Auf ihn geht der Name der islamischen Glaubensrichtungen der Aleviten und der Alawiten zurück. Die Schia ist die schi'at Ali, die „Partei Alis“.

## Namensträger

### Monarchen
- Ali ibn Abi Talib (ca. 600–661), vierter Kalif der Sunniten und erster Imam der Schiiten
- Abu Muhammad Ali ibn Ahmad al-Muktafi bi-llah (875 – 908) Kalif aus der Dynastie der Abbasiden
- Ali ibn Hammud al-Nasir († 1018), Kalif von Córdoba
- Ali as-Sulaihi, († 1067) König der Sulaihiden im Jemen (1047–67)
- Ali ibn Yusuf ibn Taschfin († 1143), Herrscher der Almoraviden (1106–1143)
- Ali ibn Ishaq ibn Ghaniya († 1188), Emir von Mallorca
- Ali Abu l-Hasan as-Said († 1248), zehnter Kalif der Almohaden (1242–48)
- Ali I., († 1259) Sultan der Mamluken in Ägypten
- Alī Efendi (1632–1692), 61. Scheich-ul Islam des Osmanischen Reiches
- Ali I. al-Husain († 1756), Bey der Husainiden in Tunesien (1735–56)
- Ali Bey al-Kabir (1728–1773), Bey der Mamluken in Ägypten
- Ali Pascha Tepelena (1741–1822), albanischer Großgrundbesitzer und osmanischer Pascha
- Ali ibn Said (1854–1893), Sultan von Sansibar
- Ali ibn Hammud (1884–1918), Sultan von Sansibar

### Politiker
- Muhammad Ali Pascha (1769–1848), Statthalter und Vizekönig in Ägypten (1805–48)
- Ali Rıza Efendi (1839–1888), osmanischer Beamter und Vater von Mustafa Kemal Atatürk
- Ali Kemal (1867–1922), osmanischer Journalist und Politiker
- Ali Bozer (1925–2020), türkischer Politiker
- Ali Sadikin (1927–2008), indonesischer Politiker
- Ali Alatas (1932–2008), indonesischer Politiker und UN-Sondergesandter
- Ali Hasan al-Madschid (1941–2010), irakischer Politiker und Kriegsverbrecher
- Ali Abdullah Salih (1942–2017), Präsident des Jemen
- Ali Mohsen al-Ahmar (* 1945), Vizepräsident des Jemen (2016–2022)
- Ali Mohammad Bescharati (* 1945), iranischer Innenminister 1993–1997
- Ali Kordan (1958–2009), iranischer Politiker
- Ali Tayebnia (* 1960), iranischer Politiker
- Ali Babacan (* 1967), türkischer Politiker, Stellvertretender Ministerpräsident 2009–2015
- Ali Coulibaly, ivorischer Diplomat
- Ali bin Abd Al-Rahman Al-Hashimi, religiöser Berater des Staatsoberhauptes der Vereinigten Arabischen Emirate

### Militärs
- Al-ʿAbbās ibn ʿAlī (647–680), schiitischer Märtyrer in der Schlacht von Kerbela
- Ali Akbar ibn Hussain (662–680), Imam, Militärführer und schiitischer Märtyrer
- Ali Pascha (Admiral) († 1571), Oberbefehlshaber der osmanischen Flotte in der Seeschlacht von Lepanto 1571
- Kilic Ali Pascha (1519–1587), Korsar und Admiral des osmanischen Sultans Selim II.
- Mehmed Ali Pascha (1827–1878), osmanischer Feldherr deutscher Abstammung
- Ali Aaltonen (1884–1918), finnischer Kommunistenführer und Oberbefehlshaber der Roten Garden im finnischen Bürgerkrieg

### Geistliche
- Ali Zain al-Abidin (658–713), Imam
- ʿAlī ibn Mūsā ar-Ridā (768–818), Imam und schiitischer Heiliger
- ʿAlī al-Hādī an-Naqī (828–868), Imam und schiitischer Heiliger
- Ali ibn al-Fadl († 915), ismailitischer Missionar im Jemen
- Ali Mirza († 1494), Führer des Sufi-Orden Safawiyya und Bruder des späteren iranischen Königs Ismail I.
- Ali al-Qaradaghi (* 1949), sunnitischer Islamgelehrter
- Ali al-Khudair (* 1954), saudi-arabischer islamischer Religionsgelehrter und Geistlicher
- Ali Chamene’i (* 1939), religiöser und politischer Führer im Iran

### Ärzte und Wissenschaftler
- ʿAlī ibn Sahl Rabban at-Tabarī (9. Jhd.) Verfasser einer medizinischen Enzyklopädie
- ʿAli ibn al-ʿAbbas al-Madschūsi (= Haly Abbas) (10. Jhd.), persischer Arzt
- Ali ibn Isa (= Jesus Haly), (11. Jhd.) Augenarzt
- Ali ibn Ridwan (11. Jhd.), ägyptischer Arzt und Astrologe
- Ali Akdemir (* 1963), türkischer Wirtschaftswissenschaftler
- Ali Wacker, siehe Alois Wacker

### Autoren
- Alî aus Temeschwar (1674 – nach 1722), Siegelbewahrer und Chronist
- Ali Duran Gülçiçek (* 1955), deutscher Autor
- Ali al-Atassi (* 1967), syrischer Journalist und Bürgerrechtler
- Ali Ghandour (* 1983), muslimischer Theologe und Buchautor

### Musiker und Künstler
- Ali Bongo (1929–2009), englischer Zauberkünstler und Comedian
- Ali Chamrajew (* 1937), usbekischer Regisseur
- Ali Campbell (* 1959), britischer Reggae-Musiker
- Ali (* 1972), US-amerikanischer Rapper
- Big Ali (* 1978), US-amerikanischer Rapper
- Ali As (* 1979), deutscher Rapper
- Ali Saleem (* 1980), pakistanischer Schauspieler
- Ali B (* 1981), niederländischer Rapper
- Ali Bumaye (* 1985), deutscher Rapper
- Ali (* 1992), Schweizer Rapper
- Ali Gatie (* 1997), kanadischer Singer-Songwriter

### Sportler
- Ali Fazeli (* 1968), US-amerikanischer Pokerspieler
- Ali-Rıza Yılmaz (* 1968), türkischer Fußballspieler
- Ali Daei (* 1969), iranischer Fußballspieler und Nationaltrainer 1993–2006
- Ali Farahat (* 1975), ägyptischer Schachspieler und -trainer
- Ali Turan (* 1983), türkischer Fußballspieler
- Ali al-Amri (Leichtathlet) (* 1987), saudi-arabischer Leichtathlet
- Ali al-Amri (Fußballspieler) (* 1989), Fußballspieler der Vereinigten Arabischen Emirate
- Ali al-Qaysi (* 1977), irakischer Fußballschiedsrichter

### Attentäter
- Ali Ağca (* 1958), Rechtsextremist und Papst-Attentäter

## Als Frauenname
- Ali Ryerson (* 1952), US-amerikanische Jazz-Flötistin
- Ali Smith (* 1962), schottische Schriftstellerin
- Ali Landry (* 1973), US-amerikanische Schauspielerin und Model
- Ali Hillis (* 1978), US-amerikanische Schauspielerin
- Ali Cobrin (* 1989), US-amerikanische Schauspielerin

## Fiktive Personen
- Ali Baba, Figur aus Tausendundeiner Nacht